# Giampaolo Morelli

Giampaolo Morelli (Nápoles, 25 de noviembre de 1974) es un actor de cine, teatro, televisión y doblaje, guionista, presentador, escritor y director italiano.
Llegó a la fama con la interpretación del inspector Coliandro, protagonista de la serie de televisión homónima.

## Biografía

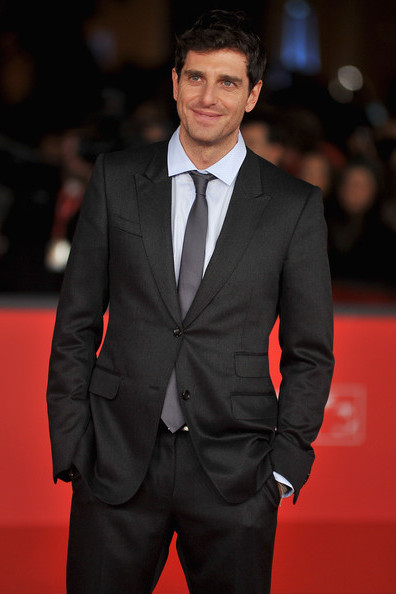
En el Festival de Cine de Roma en 2013.

Creció en una familia burguesa del barrio napolitano de Arenella, siendo hijo de un magistrado. Después del diploma de liceo classico, se inscribió en la Facultad de Derecho pero, cinco exámenes antes de la tesis de licenciatura, se transfirió a la de Psicología. Comenzó a trabajar en el mundo del espectáculo napolitano, haciendo cabaré y teatro, y funcionando también como mago. Posteriormente dejó los estudios y decidió dedicarse a la actividad de actor, trasladándose a Roma. En estos años comenzó a aparecer en el reparto de varias series de televisión, incluyendo Distretto di Polizia en Canale 5, Lancia la luna en Rai 1, e Il capitano en Rai 2. La notoriedad llegó a mediados de los años 2000 gracias al papel del inspector Coliandro en la serie homónima, que sigue interpretando.
Entre sus obras para la gran pantalla se encuentra South Kensington de Carlo Vanzina, en la que tuvo su primer papel protagonista en una producción cinematográfica, Paz! y Amatemi, ambos de Renato De Maria, Dillo con parole mie de Daniele Luchetti, y L'uomo perfetto de Luca Lucini. Al año siguiente trabajó en el teatro con  Gino non si tocca più, comedia escrita y dirigida por él junto a Gianluca Ansanelli. En 2005 actuó como protagonista en la película Piano 17, cuyo guion escribió, dirigida por Manetti Bros. También en 2009 dirigió, junto a Elena Di Cioccio, el programa Stracult, también en Rai 2. En 2010 prestó la voz al bandido Flynn Rider en la película Enredados. Al año siguiente participó junto a Francesca Inaudi en el videoclip de la canción Il mio secondo tempo de Max Pezzali.

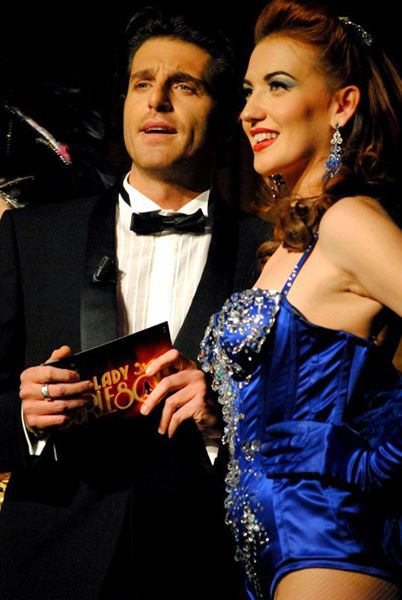
Morelli presentando el programa Lady Burlesque.

El 25 de febrero de 2011 se publicó su primera novela, Un bravo ragazzo, con el prefacio de Carlo Lucarelli. En la primavera siguiente Morelli volvió a la televisión con dos series de televisión, Baciati dall'Amore en Canale 5 y La donna della domenica en Rai 1, esta última versión de la película homónima dirigida en 1975 por Luigi Comencini, donde Morelli interpretó el papel que fue de Marcello Mastroianni. En marzo del mismo año fue también presentador de Lady Burlesque, concurso de talentos de Sky Uno dedicado al burlesque. El 5 de febrero de 2013 publicó su segunda novela, 7 ore per farti innamorare, y ese mismo año estrenó la adaptación teatral de ella junto a Carolina Crescentini. En la televisión, en 2016 presentó los programas Le Iene en Italia 1, junto a Ilary Blasi y Frank Matano, y Fan Car-aoke en Rai 1. En 2020, presentó Danza con me en Rai 1 junto a Roberto Bolle.

### Vida privada
Desde 2010 está ligado sentimentalmente a la actriz, presentadora y modelo Gloria Bellicchi, ganadora del concurso Miss Italia 1998, conocida el año anterior en el set de L'ispettore Coliandro; la pareja tiene dos hijos, nacidos en 2013 y en 2016.

## Filmografía

### Cine
- South Kensington, de Carlo Vanzina (2001)
- Paz!, de Renato De Maria (2002)
- Dillo con parole mie, de Daniele Luchetti (2003)
- Amatemi, de Renato De Maria (2003)
- Sei p. in cerca d'autore, de Giampaolo Morelli – cortometraje (2003)
- L'uomo perfetto, de Luca Lucini (2005)
- Piano 17, de Manetti Bros. (2005)
- Il bastardo e l'handicappato, de Giampaolo Morelli – cortometraje (2005)
- Mine vaganti, de Ferzan Özpetek (2010)
- Fiabeschi torna a casa, de Max Mazzotta (2012)
- L'isola dell'angelo caduto, de Carlo Lucarelli (2012)
- Stai lontana da me, de Alessio Maria Federici (2013)
- Song'e Napule, de Manetti Bros. (2014)
- Babbo Natale non viene da Nord, de Maurizio Casagrande (2015)
- Poli opposti, de Max Croci (2015)
- Nemiche per la pelle, de Luca Lucini (2016)
- Miami Beach, de Carlo Vanzina (2016)
- Quel bravo ragazzo, de Enrico Lando (2016)
- Smetto quando voglio - Masterclass, de Sydney Sibilia (2017)
- Smetto quando voglio - Ad honorem, de Sydney Sibilia (2017)
- Ammore e malavita, de Manetti Bros. (2017)
- A casa tutti bene, de Gabriele Muccino (2018)
- L'agenzia dei bugiardi, de Volfango De Biasi (2019)
- Ma cosa ci dice il cervello, de Riccardo Milani (2019)
- Gli uomini d'oro, de Vincenzo Alfieri (2019)
- 7 ore per farti innamorare, de Giampaolo Morelli (2020)
- Divorzio a Las Vegas, de Umberto Carteni (2020)
- Maledetta primavera, de Elisa Amoruso (2020)
- C'era una volta il crimine, de Massimiliano Bruno (2022)
- Falla girare, de Giampaolo Morelli (2022)

#### Televisión
- Anni '60, de Carlo Vanzina – miniserie (1999)
- Sei forte, maestro – serie de televisión, episodio 1x19 (2000)
- Con le unghie e con i denti, de Pier Francesco Pingitore – telefilme (2004)
- Vite a perdere, de Paolo Bianchini – telefilme (2004)
- Raccontami una storia, de Riccardo Donna – miniserie (2004)
- Distretto di Polizia – serie de televisión, 26 episodios (2005)
- L'ispettore Coliandro – serie de televisión, 34 episodios (2006-2021) – Coliandro
- Crimini – serie de televisión, episodio 1x05 (2006)
- Butta la luna, de Vittorio Sindoni – serie de televisión, 8 episodios (2006-2007)
- Le ragazze di San Frediano, de Vittorio Sindoni – miniserie (2006)
- Il capitano – serie de televisión, 6 episodi (2007)
- Codice Aurora, de Paolo Bianchini – telefilme (2008)
- Un paradiso per due, de Pier Belloni – telefilme (2010)
- La donna della domenica, de Giulio Base – miniserie (2011)
- Baciati dall'amore, de Claudio Norza – miniserie (2011)
- Volare - La grande storia di Domenico Modugno, de Riccardo Milani – miniserie (2013) – Walter Chiari
- Braccialetti rossi, de Giacomo Campiotti – serie de televisión, 6 episodios (2014)
- Una Ferrari per due, de Fabrizio Costa – telefilme (2014)
- Una villa per due, de Fabrizio Costa – telefilme (2014)
- Una grande famiglia – serie de televisión, 8 episodios (2015)
- C'era una volta Studio Uno, de Riccardo Donna – miniserie (2017)
- Imma Tataranni - Sostituto procuratore – serie de televisión, episodio 1x01 (2019)

### Director y guionista
- Sei p. in cerca d'autore, dirección y guion de Giampaolo Morelli – cortometraje (2003)
- Piano 17, dirección de Manetti Bros., guion de Manetti Bros. y Giampaolo Morelli (2005)
- Il bastardo e l'handicappato, dirección y guion de Giampaolo Morelli – cortometraje (2005)
- Song'e Napule, dirección y guion de Giampaolo Morelli e Manetti Bros. (2014)
- 7 ore per farti innamorare, dirección de Giampaolo Morelli (2020)
- Falla girare, dirección de Giampaolo Morelli (2022)

## Teatro
- Una notte americana de Arthur Miller, dirección de Mario Gelardi
- Bric Brac, dirección de Lucilla Lupaioli
- El rey Lear de William Shakespeare (1996), dirección de Leo De Bernardinis
- Las asambleístas de Aristófanes (1997), dirección de Livio Galassi
- Quando eravamo repressi (1998), dirección de Pino Quartullo
- L’ultima cena (2000), dirección de Furio Andreotti
- Gino non si tocca più (2006), texto y dirección de Giampaolo Morelli y Gianluca Ansanelli
- A cena con Napoleone, basada en El hombre del destino de George Bernard Shaw (2009), dirección de Luigi Russo
- Sette ore per farti innamorare (2013), texto de Giampaolo Morelli y Gianluca Ansanelli, basado en la novela homónima de Giampaolo Morelli, dirección de Gianluca Ansanelli
- Un bravo ragazzo (2013-2014)

## Doblaje
- Enredados (2010)
- Enredados por siempre – cortometraje (2012)
- Show Dogs, de Raja Gosnell (2018)
- Chip 'n Dale: Rescue Rangers, de Akiva Schaffer (2022)

## Programas de televisión
- TeleGaribaldi (1997-1998)
- Stracult Show (2009)
- Grazie al cielo sei qui (2009)
- Lady Burlesque (2011)
- Le Iene (2016)
- Fan Car-aoke (2016-2017)
- Danza con me (2020)

## Videoclip
- Il mio secondo tempo de Max Pezzali (2011), dirección de Manetti Bros.

## Obras
- Un bravo ragazzo. Storia di un giovane prestigiatore, erotomane, dislessico e disadattato (2011)
- 7 ore per farti innamorare (2013)

## Premios y nominaciones
Nastro d'argento
| Año  | Categoría                | Película                     | Resultado |
| ---- | ------------------------ | ---------------------------- | --------- |
| 2005 | Actores de cortometrajes | Il bastardo e l'handicappato | Ganador   |